# Bernard Vitet
Bernard Vitet, (Párizs 13. kerülete, 1934. május 26. – Párizs 12. kerülete, 2013. július 3.) francia trombitás, multi-instrumentalista, zeneszerző. 1964-ben az egyik létrehozója volt az első francia free jazz zenekarnak François Tusques-szal, Michel Portalral, Jean-Jacques Birgé-vel.

## Pályafutása
Bernard Vitet Párizsban született. Az 1960-as években olyan énekeseket kísért, mint Serge Gainsbourg, Barbara, Yves Montand, Claude François, Brigitte Bardot, Marianne Faithfull, Colette Magny és Brigitte Fontaine. Olyan dzsesszzenészekkel játszott együtt, mint Lester Young, Archie Shepp, Anthony Braxton, Don Cherry, Chet Baker, az Art Ensemble of Chicago, Steve Lacy, Gato Barbieri, Jean-Luc Ponty és Martial Solal.
Ifjúkorában Django Reinhardttal, Gus Viseurrel, Eric Dolphyval és Albert Aylerrel lépett fel.
Saját neve alatt rögzítette a Surprise-partie avec Bernard Vitet (Meglepetésbuli Bernard Vitetnek) lemezt (harsonán; a Mehr Licht!-et − és körülbelül még 200 másik lemezt. Partnerek: Jean-Claude Fohrenbach, Georges Arvanitas, Sunny Murray, Michel Pascal, Alan Silva, Alexander von Schlippenbach, Hubert Rostaing, Alix Combelle, Ivan Jullien, Christian Chevalier, Jef Gilson, Jack Diéval, Jac Berroc, Hélène Sage; és 17 albumot az Un drame musical instantané-vel.
1995-ben a Carton dalait közösen szerezte Jean-Jacques Birgével, akivel filmekhez, kiállításokhoz és CD-ROM-okhoz is készített zenét. Vitet olyan hangszereket talált ki Georges Aperghis számára, mint a nádsíp, a többszólamú kürt, a változtatható hangolású nagybőgő, stb. Színházi zenét komponált Jean-Marie Serraultnak és a különböző filmekhez. 1976-tól 2008-ig elsősorban az Un Drame Musical Instantanénak szentelte magát Jean-Jacques Birgé közreműködésével; több száz darabot improvizált és komponált vele együtt, szimfonikus darabokat, dalokat, valamint filmzenét.  Hol trióként, hol 15 fős zenekarával multimédiás műsorokat mutatott be mozi, videó, irodalom, tánc és más új technológiák felhasználásával.

## Lemezválogatás
- La Guêpe & François Tusques (1972)
- Mehr Licht (1979)
- Bernard Vitet / Hélène Sage – Supposons le problème résolu (1984)
- Bernard Vitet / Hélène Sage / Jean-Jacques Birgé – Les Araignées
- Jean-Jacques Birgé / Bernard Vitet – Carton (1997)